# Denise Jambore
Denise Jambore (născută Rădulescu; n. 1984 in Bucuresti) este un curator și critic de artă român. 

## Biografie
S-a născut la București, România și este descendentă a familiei aristocrate Băleanu (Transitional Cyrillic: БълeaнȢ or БълѣнȢ; French: Balliano or de Balliano; Greek: Παλλιάνοσ, Pallianos, iar prin alianță, a familiei Cantacuzino. Este stră-strănepoata Principesei Maria Băleanu (născută Brâncoveanu), mama lui Emanoil Băleanu. 

## Activitate profesională
Este curator fondator al Muzeului J/P HRO din Port-au-Prince, Haiti, împreună cu organizația non-profit CORE  fondată de actorul american Sean Penn. 
A curatoriat peste 30 de expoziții internaționale de artă modernă și contemporană printre care ediția din România a festivalului "Videodanse" pentru Centrul Cultural Georges Pompidou din Paris (2007). 
Este curator și autor al propunerii de participare a statului Haiti la Bienala de la Veneția în anul 2018.
In perioada 2006-2009 a fost curator si coordonator al Mediatecii Centrului Național al Dansului din București.
Expoziții (selecție)
• A Thousand Mornings, Peter Demetz, Karel Appel,  Glade Gallery, Houston (TX), 2017 
• Far Bright Star, Salvador Dali, Toulouse Lautrec, Francisco de Goya, Iris Schomaker, Glade Gallery, Houston (TX), 2016 
• Forward, Inaugural exhibition of J/P HRO Museum, J/P HRO Museum, Port-au-Prince, Haiti, 2014
• Home within home within home within home within home, Suh Do Ho solo show. Cercetare curatorială, National Museum of Modern and Contemporary Art, Seul, 2013-2014 
• Moving on, Hong Seung, A+ Gallery, Milan, 2014 
• Innocents Abroad, video presentations, Kim Eul, Bo-Kyung Suh, Zhao Yao, Loop, Seul, 2013 
• Lispector, Sonnabend Gallery, Paris, 2012
• Noaptea Albă a Teatrelor, 2010, 2011 
• Quo vadis hominis, D.Divrician, Apollo Gallery, București, 2011 
• Improvised place for recycling history, Simion Cernica expozitie personală cu participarea artistului Farid Fairuz, Centrul Național al Dansului din București, 2009 
• At the Wall, Dan Perjovschi solo show. Mediere curatorială, Centrul Național al Dansului din București, 2009 
• Dance Cinema I-VI, (6 editions), collective exhibitions and public programs, Jérôme Bel, Wim Vandekeybus, Jan Fabre, Mats Ek, Carolyn Carlson, Merce Cunningham, Mathilde Monnier, (collaboration with Centre G. Pompidou and IRCAM), Centrul Național al Dansului din București, 2006-2009 

## Activitate academică
Este Senior Fellow și fost cercetător în artă contemporană al Muzeului Național de Artă Modernă și Contemporană din Seul (Coreea de Sud)
Activitatea sa academică include calitatea de membru onorific al consiliului Colegiului Universitar Român din Port-au-Prince, Haiti.
A organizat, prezidat și a participat la conferințe internaționale de artă, inclusiv cea de-a 9-a Conferință a Curatorilor Muzeelor Asiatice din Seul și cea a Bienalei de Artă de la Shanghai condusă de [|Boris Groys].

Conferințe și colocvii internaționale

• Caribbean Art and Heritage: Assessment, UNESCO, Paris, 2017
• Artistic education in developing countries, J/P Museum, Port-au-Prince, 2014 
•Shared Identities, Musée des Arts Décoratifs, Paris, 2014 
• 9th Asian Museum Curators’ Conference, Seoul, Korea, 2013 
• Gwangju Biennale International Curators Course, Gwangju, Korea, 2013 
• Six Maladies of the Contemporary Spirit, Faculty of Art History and Theory, National University of Arts, 2012 
• Coordonator what to affirm/what to perform: mapping European the dance history, (Allianz Kulturstiftung, Tanzquartier Wien, The Kitchen New York, Centre Nationale de la Danse Paris), 2009, 2010
• Moderator și organizator Dance. Philosophy. Performance (Discourse and Gesture in performance art and Placement of Body), Centrul Național al Dansului din București, 2007 
• Moderator și organizator Dance and psychoanalysis, Centrul Național al Dansului din București, 2007 
• Coordonator CNDB ReSourcing—critical platform for revisiting recent Romanian history, Erste Foundation, Vienna-Bucharest, 2007 
• The last performance (a lecture), conferinta Jerôme Bel,Centrul Național al Dansului din București, 2007 
• Xavier le Roy, Centrul Național al Dansului din București, 2006 
• The invisible—aesthetic research University of Bucharest, Faculty of Philosophy  

## Distincții
Pentru activitatea sa de cercetare în arta contemporană a fost distinsă cu o bursă de excelență academică oferită de Guvernul Coreei de Sud la Universitatea Kyung Hee din Seul [Hee]. precum și cu bursa de studiu în cadrul Accademia di Romania la Roma, Italia. 
Studiile sale curatoriale includ "Curators Course" la Bienala de la Gwangju (Coreea de Sud) și cursurile de certificare în arta asiatică efectuate în cadrul Harvard Faculty of Arts and Sciences. 

## Publicații/Volume
- "Jun Yang: The Monograph Project"[10] (Jovis Verlag, 2015) ISBN 9783868593662
- "Innocents Abroad" (MMCA Seoul, 2013)
- "Razvan Mazilu. Oglinzi"[11] (Vellant, 2010) ISBN 9789731984612